# Cori
Cori è un comune italiano di 10 442 abitanti della provincia di Latina nel Lazio.
Centro urbano collinare dei Monti Lepini nord-occidentali su un luogo frequentato da circa 3 300 anni, nell'antichità era conosciuto come Còra. Storicamente diviso tra Cori Monte e Cori Valle, è formato da tre rioni.
Situato a nord della propria provincia, al confine con quella di Roma, è a metà strada tra la Pianura pontina e i Castelli romani.

## Geografia fisica

### Territorio
Cori è posizionata su una collina, che nel punto più alto del centro cittadino raggiunge un'altitudine di circa 400 m. s.l.m, ultima propaggine dei Monti Lepini, in posizione dominante rispetto alla sottostante Pianura Pontina, con una visuale che arriva sino al Mar Tirreno, e, nei giorni più limpidi, fino al Promontorio del Circeo e alle più distanti Isole Ponziane.
Il territorio comunale è nettamente diviso in due, con la parte orientale caratterizzata dai rilievi montuosi dei monti Lepini, che degradano in una zona collinare, prima di arrivare a quella occidentale via via più pianeggiante. I rilievi più rilevanti sono quelli del Monte Lupone, del Monte Pratiglio e del Monte Risaturo.
Dal punto di vista idrografico il territorio è caratterizzato da brevi corsi d'acqua a carattere torrentizio, come il Fosso della Catena, il Fosso La Pezza, il Fosso del Monsignore e il Fosso del Murillo.

### Clima
Cori gode di un clima mediterraneo. Gli inverni sono generalmente miti, ma non manca la possibilità di brevi periodi colpiti da irruzioni fredde. Le temperature di giorno si aggirano attorno ai 13 gradi e possono scendere vicino allo 0 nelle ore notturne. La pioggia può verificarsi di frequente, ma non mancano giornate soleggiate e periodi caratterizzati da anticicloni abbastanza duraturi.
Le stagioni intermedie, ovvero la primavera e l’autunno, vedono tanto sole alternarsi con forti piogge. Le temperature sono molto miti a inizio primavera come a fine autunno, e tendono più al caldo a fine primavera ed inizio autunno.
L'estate è caratterizzata da lunghi periodi soleggiati con un caldo intenso. Le precipitazioni, benché molto scarse, possono mostrarsi sotto forma di brevi ma intensi fenomeni temporaleschi pomeridiani.
| Cori (1981-2011)            | Mesi | Mesi | Mesi | Mesi | Mesi | Mesi | Mesi | Mesi | Mesi | Mesi | Mesi | Mesi | Stagioni | Stagioni | Stagioni | Stagioni | Anno |
| Cori (1981-2011)            | Gen  | Feb  | Mar  | Apr  | Mag  | Giu  | Lug  | Ago  | Set  | Ott  | Nov  | Dic  | Inv      | Pri      | Est      | Aut      | Anno |
| --------------------------- | ---- | ---- | ---- | ---- | ---- | ---- | ---- | ---- | ---- | ---- | ---- | ---- | -------- | -------- | -------- | -------- | ---- |
| T. max. media (°C)          | 13   | 14   | 17   | 20   | 24   | 29   | 32   | 30   | 27   | 23   | 18   | 15   | 14       | 20,3     | 30,3     | 22,7     | 21,8 |
| T. min. media (°C)          | 4    | 3    | 7    | 10   | 14   | 17   | 19   | 19   | 16   | 13   | 8    | 5    | 4        | 10,3     | 18,3     | 12,3     | 11,3 |
| Nuvolosità (okta al giorno) | 3,1  | 3,3  | 3,2  | 3,2  | 1,8  | 1,1  | 0,8  | 1,2  | 1,7  | 2,1  | 3,9  | 3,9  | 3,4      | 2,7      | 1,0      | 2,6      | 2,4  |
| Giorni di pioggia           | 5    | 5    | 5    | 5    | 3    | 1    | 0    | 1    | 3    | 5    | 5    | 5    | 15       | 13       | 2        | 13       | 43   |
| Umidità relativa media (%)  | 79   | 75   | 72   | 72   | 72   | 70   | 68   | 69   | 71   | 75   | 79   | 80   | 78       | 72       | 69       | 75       | 73,5 |

- Classificazione climatica: zona D, 1781 GR/G

## Storia

### Toponimo e miti sulla fondazione
Le leggende narrano le origini divine di Cori, il cui antico nome era Còra (Còre in dialetto corese arcaico): secondo una di queste narrazioni Cora sarebbe stata fondata dal troiano Dardano, un'altra mitologia racconta che il paese sarebbe stato costruito da un re di Alba Longa, un'altra ancora ci dice che il fondatore fu Enea. Dopo che il paese fu distrutto, Corace (Coras figlio di Catillo [flotta di Evandro] e nipote di Anfiarao re di Argo - Arcadia), un reduce della guerra di Troia, sarebbe approdato sui resti dello stesso, lo avrebbe ricostruito, dandogli il suo nome. Il nome potrebbe derivare in realtà dal latino arcaico Corax (Corvo), inteso come animale totemico.

### Storia antica
Cori è l'antica città di Cora che il mito vuole fondata in un periodo tra il XIII ed il XII secolo a.C. Recenti scoperte archeologiche hanno rilevato la presenza stabile di un nucleo abitativo risalente all'Età del Bronzo. Le prime fonti storiche annoverano Cora tra le più antiche dei Prisci Latini, l'originario nucleo di popoli di stirpe latina organizzati in una federazione di Stati sovrani. Successivamente il territorio fu invaso dai Volsci, un popolo di origine umbra. Cora godeva di piena autonomia tant'è vero che coniava una propria moneta denominata "corano". Nell'anno 642 a.C. il Re Tullo Ostilio, dopo la distruzione di Alba Longa, chiese la sottomissione delle città Latine. A tale pretesa la Lega Latina rispose con la guerra. La coalizione venne guidata da Publicio Anco di Cora. Al termine del conflitto 300 ostaggi di Cora e di Pometia vennero trucidati nel Foro Romano da Appio Claudio. Allo scioglimento della Lega Latina e alla sottomissione a Roma delle singole città che la componevano, Cora ottenne la condizione di città federata, ovvero di Stato alleato, che mantenne fino alla riforma generale amministrativa dell'Italia attuata da Roma dopo la guerra civile.
Negli anni 340-338 a.C. partecipò alla guerra Latina al fianco di Roma contro Privernum e Fundi subendo devastazioni dalle forze guidate dal fondano Vitruvio Vacco.
Nel 218-201 a.C. partecipò, sempre al fianco di Roma, alle guerre puniche. All'inizio del I secolo a.C. con l'acquisizione della cittadinanza romana e l'erezione a municipium Cora venne attribuita alla tribù Papiria. Successivamente fu coinvolta nella guerra tra Mario e Silla (90-88 a.C.). Cori mantenne una larga autonomia politica ed amministrativa come città alleata di Roma, tanto che si fregiava dell'acronimo SPQC. Nell'Eneide di Virgilio c'è una citazione di Cora.

Pochi i riferimenti storici della città durante il periodo imperiale.

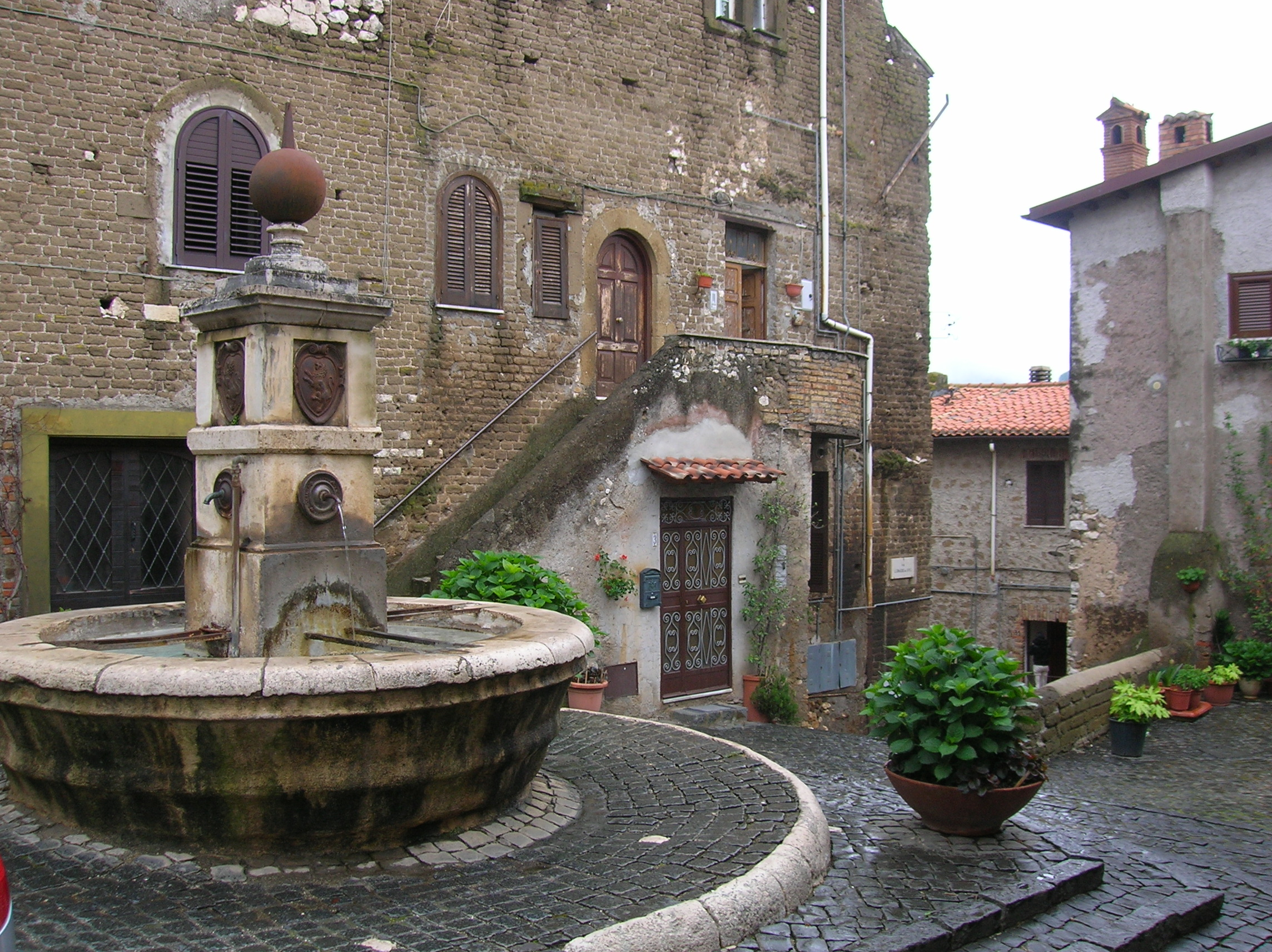
La fontana di Monte Pio nel centro storico del paese

### Storia medievale, rinascimentale e moderna
Durante i secoli dell'Alto Medioevo Cori subì una profonda decadenza. Si hanno notizie di un'incursione saracena avvenuta nell'832. Le altre notizie storiche della città si ritrovano nel 1114, quando papa Pasquale II concesse la protezione papale al cenobio della SS. Trinità de Cora, insediamento benedettino che sorgeva sui monti di Cori (pochi resti sono tuttora visibile sul monte della Badia). Nel 1167 Cori venne saccheggiata dalle truppe di Federico Barbarossa. Nel 1211 papa Innocenzo III infeudò Cori in concessione revocabile a Pietro degli Annibaldi.
Dopo la morte dell'Annibaldi, Cori tornò sotto la sovranità pontificia (1234) e venne dichiarata castellania inalienabile da papa Gregorio IX. Il dominio della Chiesa non impedì comunque lo sviluppo dell'ordinamento Comunale, a metà del duecento risale il primo statuto cittadino (l'antico palazzo pubblico svolge tuttora funzione di municipio). Come libero comune Cori fu alleata militarmente alla vicina Velletri, i vincoli di aiuto reciproco risalgono almeno al 1207.
Durante il medioevo Cori acquisì quell'aspetto urbanistico che ancora oggi caratterizza la sua parte storica: stretti vicoli, piazze, chiese, porticati.
Si hanno notizie di una comunità ebraica presente, sia Cori Monte, sia a Cori Valle, tra il XV e il XVI secolo e tale presenza scomparve con la bolla papale del 1593.
Risale al 1312 la prima redazione dei "patti" stipulati tra la Città di Roma e la comunità di Cori, che da quel momento acquisì lo status di feudo del senato romano: Corì donò a Roma una Statua della Minerva del I secolo a.C., che oggi è esposta nella Piazza del Campidoglio; Roma contraccambiò regalando a Cori i colori giallo e rosso e proteggendola dal rischio di diventare feudo di qualche nobile locale. Tale situazione rimase immutata fino al 1832 quando Cori fu inserita nella legazione di Velletri (eccezion fatta negli anni in cui la città fece parte dell'Impero Francese). La comunità locale codificò gli usi e le consuetudini locali in uno Statuto, una raccolta di norme di cui si ha notizia dal 1327 e che fu aggiornata periodicamente e data alle stampe nel 1549 e nel 1732. Tuttavia nel 1363, con l'applicazione anche alla provincia di Campagna e Marittima, delle Costituzioni egidiane l'istituto comunale perse molta della autonomia.
Agli inizi del Quattrocento Cori fu invasa da Ladislao di Durazzo, che la dominò fino al 1410. Le "tribolazioni" subite dalla città tra il 1495 e il 1503 sono narrate nel Diario Corese del notaio locale Antonio Fasanella.  Lo storico tedesco Ferdinand Gregorovius visitò Cori nel 1860 e ne parlò nel suo libro "Passeggiate per l'Italia"

### Dall'Unità d'Italia ad oggi
Nel 1870, a seguito dell'Unità d'Italia, Cori venne inserita nella Provincia di Roma (ottenendo Giulianello come frazione), successivamente nel 1934, dopo la fondazione di Littoria (l'odierna Latina), la città passò nella neonata Provincia omonima. Dopo l’annessione al Regno d’Italia la popolazione di Cori beneficiò di alcune innovazioni: elettricità, ospedale, nuove strade, ferrovia, fontane, nuova scuola. Frequenti erano le tensioni tra i contadini e i proprietari terrieri.
Nel corso delle due guerre mondiali alto fu il numero dei coresi che perirono su tutti i fronti. Dopo le macerie e i morti che lasciò la Seconda Guerra Mondiale, conseguenze dello Sbarco di Anzio (di cui ha parlato una puntata del programma La Grande Storia di Raitre nel 2004), Cori subì, in pochi decenni, delle mutazioni economiche, urbanistiche e sociali.
Il 9 marzo 1997 a Cori avvenne un duplice efferato omicidio, che ebbe come vittime il ventitreenne Patrizio Bovi e la diciassettenne Elisa Marafini. Passò alle cronache nazionali come delitto di Cori ed ebbe largo rilievo mediatico.
Dal punto di vista politico le amministrazioni comunali che si sono succedute dal 1944 ad oggi sono sempre state a guida di sinistra e di centrosinistra, tranne sette anni ad inizio anni 2000.

### Simboli

Gonfalone della Città di Cori.

Lo stemma storico di Cori è stato riconosciuto con decreto del capo del governo del 27 febbraio 1934 e concesso con gli ornamenti da Città con decreto del presidente della Repubblica del 9 gennaio 2004.
Non si sa cosa rappresenti il leone rampante né quando sia stato adottato per la prima volta. Lo stemma civico più antico di cui si hanno notizie fu fatto scolpire agli inizi del '400 dal cardinale Pedro Fernandez de Frias e si trova nella Cappella dell'Annunziata. I colori di Cori sono il giallo e il rosso, che sono stati donati da Roma. Sul gonfalone, un drappo di giallo con la bordatura di rosso, è riportata la scritta Città di Cori con l'apposita corona. La bandiera è un drappo di rosso, ornato dal medaglione ellittico di giallo, caricato dallo stemma civico.

## Monumenti e luoghi d'interesse
Cori storicamente è sempre stata divisa in due (anche dopo la nascita dei nuovi quartieri al di fuori del centro storico): la parte del paese posta alla somma del colle è chiamata Cori Monte (o Cori Alto), mentre la parte che è situata alla fine della collina è chiamata Cori Valle (o Cori Basso). Gli abitanti di sopra e di sotto vengono definiti montanari e vallarani.
I tre antichi rioni prendevano il nome dalle tre porte di accesso al paese: Rione di Porta Signina (Cori Monte), Rione di Porta Romana e Rione di Porta Ninfina (Cori Valle). I loro appellativi derivavano dalle località in cui conducevano, rispettivamente: Segni, Roma e Ninfa.

### Architetture religiose

#### Santuario della Madonna del Soccorso

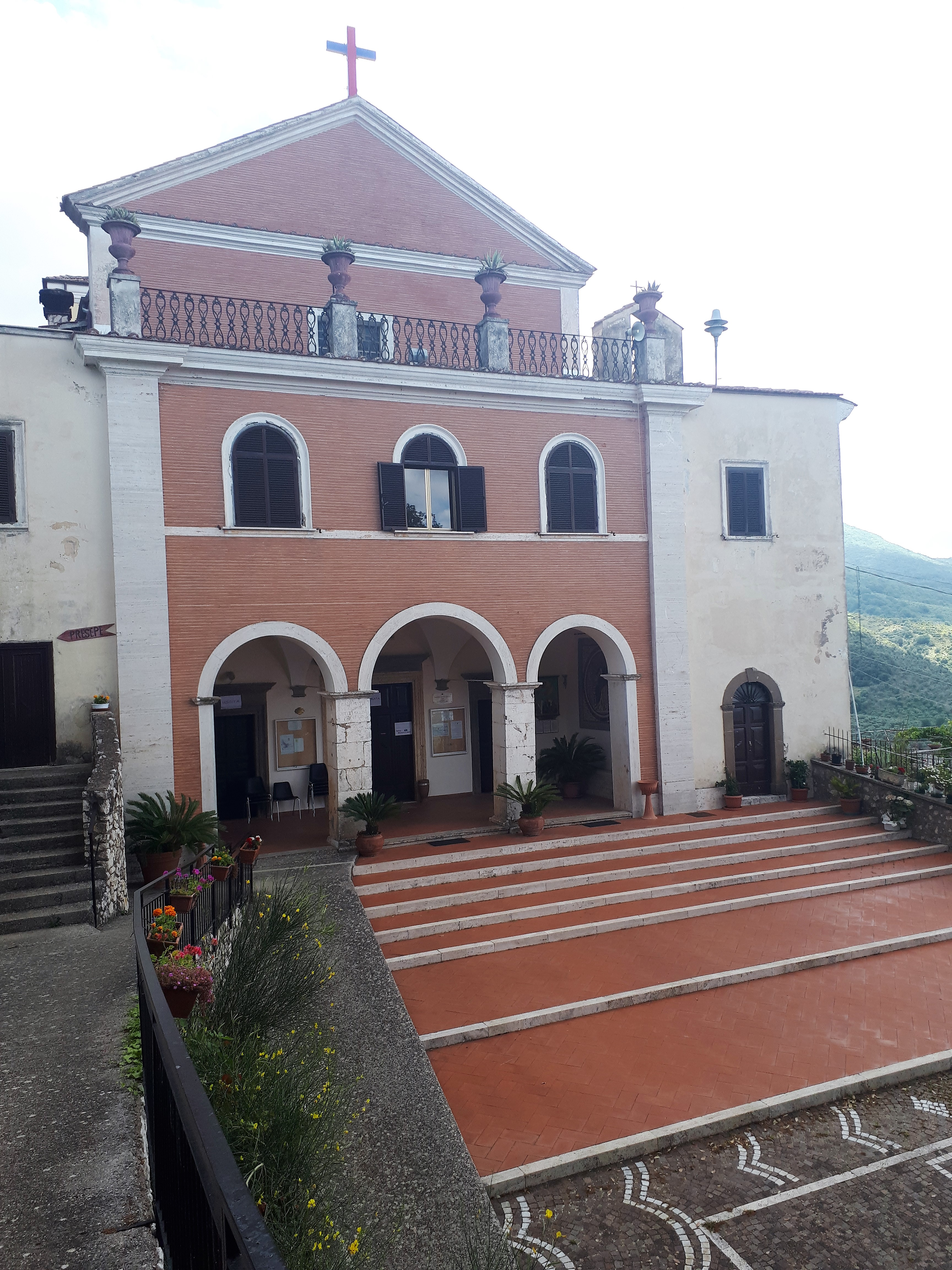
Facciata del santuario del Soccorso.

Il santuario della Madonna del Soccorso, le cui origini sono legate ad una tradizione che riporta l'apparizione della Madonna avuta da una bambina di Cori nel XVI secolo, è un edificio religioso, nel cui interno, realizzato in stile barocco, è conservata un'immagine della Madonna, forse di scuola fiorentina, risalente al XIV secolo.

#### Chiesa Santa Maria della Pietà
Chiesa collegiata, fondata in stile romanico nella seconda metà del XII secolo sui resti di un tempio romano, forse dedicato a Diana e Fortuna (in via della Collegiata è visibile un muro in opera quadrata base dell'antico edificio romano). Fu completamente trasformata all'inizio del XVII secolo. Nell'interno, a croce latina con tre navate: il candelabro del cero pasquale (XII secolo) di probabile produzione Cassinate, ad oggi il più antico esempio conosciuto di candelabri pasquali; la cassa di un sarcofago (XII-XIII secolo) contenente la parte finale dell'iscrizione in esametri leonini dedicata al "pio" Alberto da Cori, esponente dell'élite cittadina due-trecentesca ritenuto erroneamente un beato abate benedettino, il cui testo di recente è stato  così ricostruito: Hic pius Albertus (Christ)o donante sepultus / Virginis hac sancta Matris requiescit in aula. / Qui facit esse Cora(m) virtutu(m) luce decora(m) / Alberti pulc(r)o iacet hic pa(r)s digna se[pulc(r)o]; la cattedra episcopale; il quadro della Pietà e sull'altare il quadro della Madonna del Rosario (XVI secolo). Alla destra della chiesa c'è l'oratorio dell'Arciconfraternita del gonfalone (XV secolo).

#### Cappella dell'Annunziata
La cappella dell'Annunziata è un monumento nazionale ed è situato ai margini della strada che, fin da età medievale, collegava Cori alla via Pedemontana. La sua fondazione risale al XIV secolo. Nell'oratorio troviamo la cappella dell'Annunziata, con i suoi affreschi realizzati probabilmente in tre tempi ed ultimati nel XV secolo. I soggetti sacri rappresentano scene del Vecchio e del Nuovo Testamento, nonché storie di santi e della tradizione locale.

#### Chiesa e convento di San Francesco
La chiesa ed il convento furono costruiti in semplici forme tra il 1521 ed il 1526 in onore di San Francesco d'Assisi, che passò a Cori nel 1223, e per ospitare i Frati Francescani. Nel XVII secolo la chiesa fu restaurata in forme barocche. All'interno: il prezioso soffitto a cassettoni dorati su fondo azzurro (1672–1676) realizzato da Luigi Guarnieri; il quadro San Carlo Borromeo, opera di Niccolò Pomarancio (1553-1626). Del convento fa parte il semplice chiostro con pilastri di pietra locale.

#### Chiesa e convento di Santa Oliva

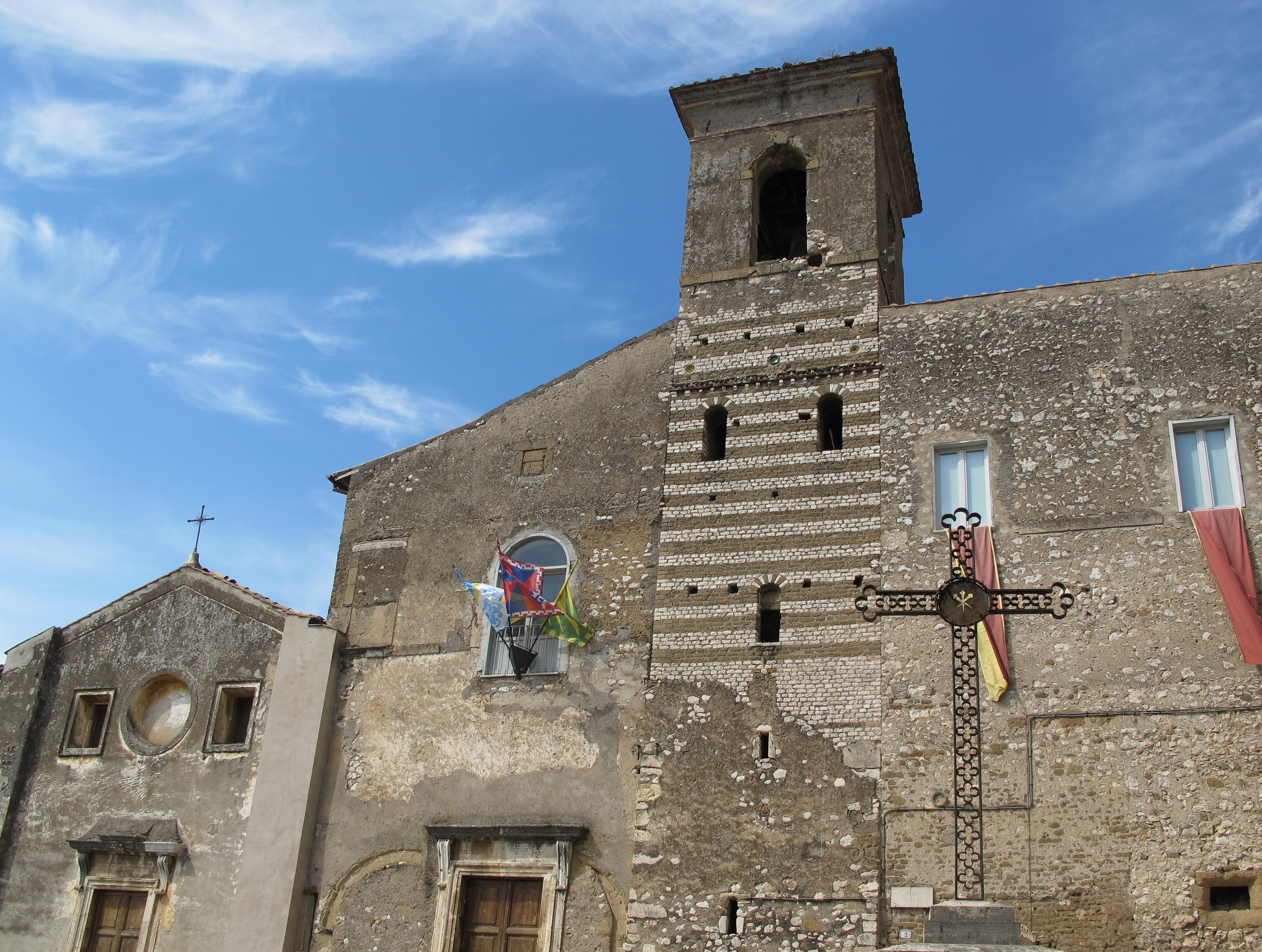
Chiesa di Sant'Oliva.

La chiesa, in forma basilicale con cinque navate (oggi ne rimangono quattro) di stile romanico, fu edificata nella prima metà del XII secolo sui resti di un tempio romano ancora di incerta attribuzione, anche se tradizionalmente dedicato a Giano. Tra il 1467 ed il 1480 fu demolita la navata occidentale e venne costruita la cappella del crocefisso o di sant'Agostino. La cappella ha forma rettangolare con volta a botte ed abside. Nella volta un bellissimo ciclo pittorico affrescante la volta che narra Storie dell'Antico e Nuovo Testamento (1533). Nella contro-facciata un affresco del Giudizio universale (1540?) in parte coperto dalla cantoria (XVII secolo). Nell'abside affresco degli Apostoli e incoronazione della Vergine tra angeli e santi (1507). Contestualmente alla cappella del crocefisso è stato edificato alle spalle della chiesa il convento agostiniano (1467-1481), con affreschi nella sala capitolare e chiostro con loggiato. Oggi l'ex convento è sede del Museo della città e del territorio.

#### Chiesa di San Salvatore

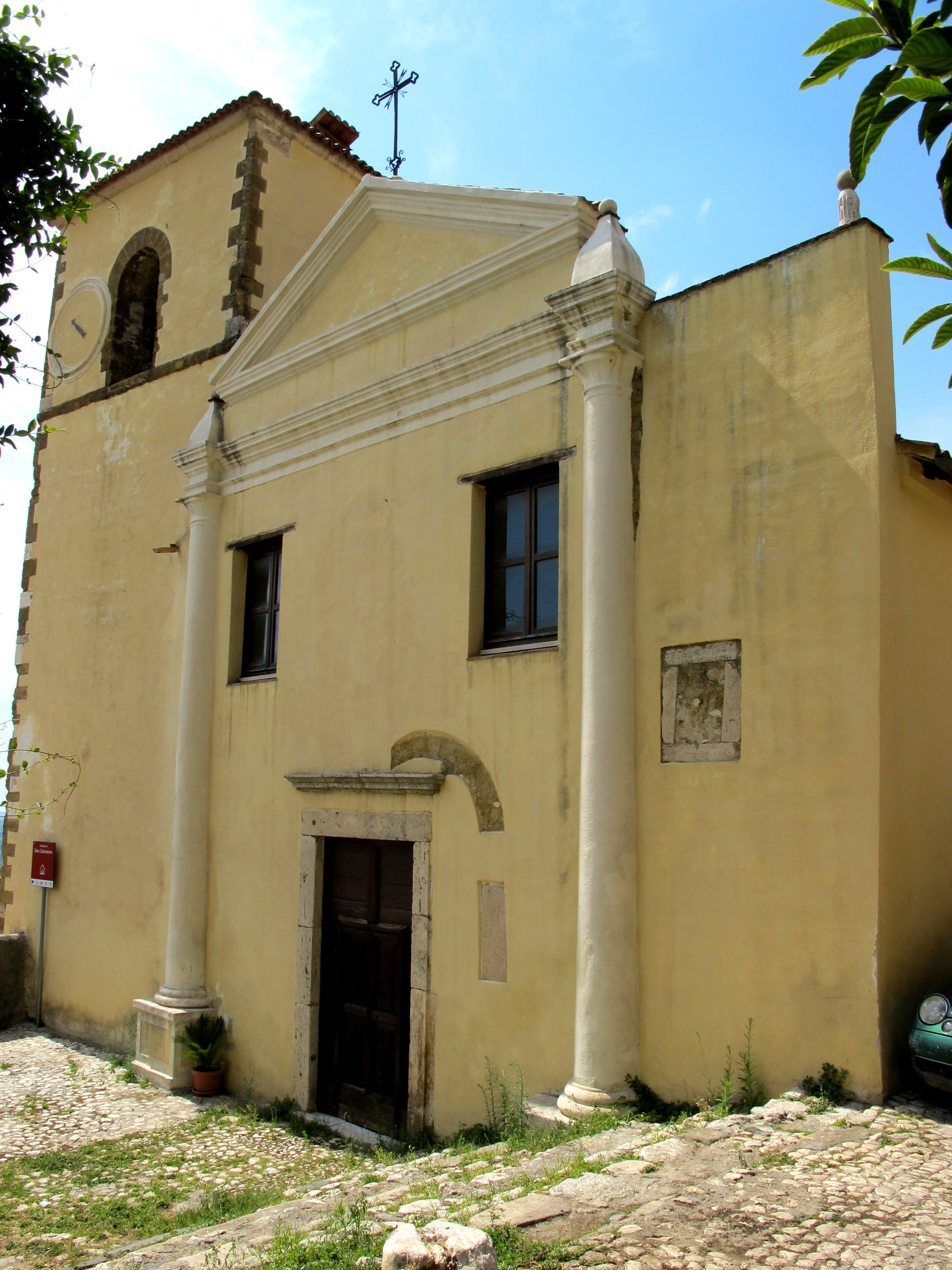
Chiesa di San Salvatore.

Antica chiesa ristrutturata nel XVI secolo, all'interno, sull'altare, tre affreschi, il centrale Circoncisione di Gesù (1597) di G.B. Ricci e i laterali Adorazione dei pastori ed Adorazione dei Re (1610) entrambi di Anastasio Fontebuoni (1571-1626). Della stessa epoca sono le pitture della cappella della Madonna del Carmine.

#### Altre chiese, cappelle e istituzioni religiose
- Chiesa dei Santi Pietro e Paolo: chiesa costruita nel 1953 sui resti dell'antica chiesa della S. Trinità distrutta dai bombardamenti della seconda guerra mondiale, all'interno Urna (I secolo d.C.) a forma di altare decorata con teste di ariete che sorreggono ghirlande.
- Chiesa di S. Michele Arcangelo
- Chiesa di San Tommaso da Cori con annessa casa natale del santo
- Chiesa di Santa Maria del Pianto (resti)
- Tre antiche chiese furono distrutte dai bombardamenti americani durante la seconda guerra mondiale: Santa Caterina in Piazza Ninfina, San Pietro (era edificata sulla sommità dell'acropoli, sul luogo dove, secondo la tradizione, avrebbe predicato l'apostolo, nel corso del suo viaggio verso Roma[18]) di cui rimane il campanile in piazza del Tempio di Ercole, e la S. Trinità.
- Cappelle: Cappella della Madonnina e Cappella della Madonna dei Monti.
- Ruderi della chiesa e monastero benedettino della S. Trinità (XI-XIII secolo) nella selva di Cori, località "la Badia".

### Architetture militari

#### Cinta muraria

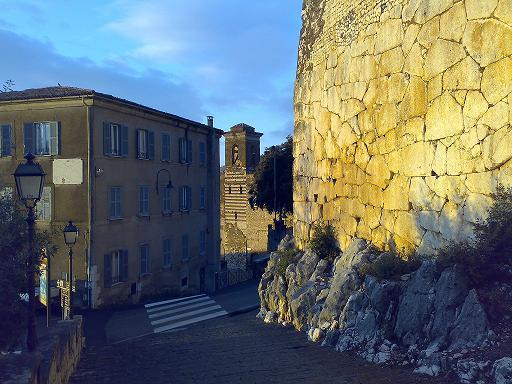
Mura poligonali (c. d. "ciclopiche"), palazzo comunale e scorcio della chiesa di Santa Oliva.

Abbastanza ben conservata con percorso turistico dedicato, è lunga circa 2 km. È realizzata in opera poligonale di prima maniera (VI-V secolo a.C.) e restaurata in epoche diverse, una prima volta in opera poligonale di III maniera (IV-III secolo a.C.) ed una successiva volta con un'opera di ricopritura in opera incerta e l'aggiunta di torri (fine del II secolo a.C.). Lungo il percorso delle mura tre Porte (Romana, Ninfina, Signina) permettevano l'ingresso alla città; erano di tipo sceo. Di esse soltanto Porta Ninfina si era conservata fino ad epoca moderna, ma è stata distrutta durante la seconda guerra mondiale. Una copia è stata ricostruita nel 1984 in occasione del Palio dei Rioni di Cori. Sempre in opera poligonale all'interno della cinta muraria sono le tante opere di sostruzione che creano una serie di terrazze che hanno determinato lo sviluppo urbanistico dell'antica Cora; tra le tante, sono notevoli: la sostruzione che sostiene il Foro, attuale zona di via delle Colonne; la sostruzione posta a fronte dell'edificio del Comune in piazza papa Leone XIII e la sostruzione, davanti all'edificio scolastico "Massari" a sostegno dell'Acropoli. Famose le incisioni della cinta e delle rovine di Cora fatte da Giovanni Battista Piranesi nel 1764 (volume "Antichità di Cora").

#### Torri difensive romane e altre

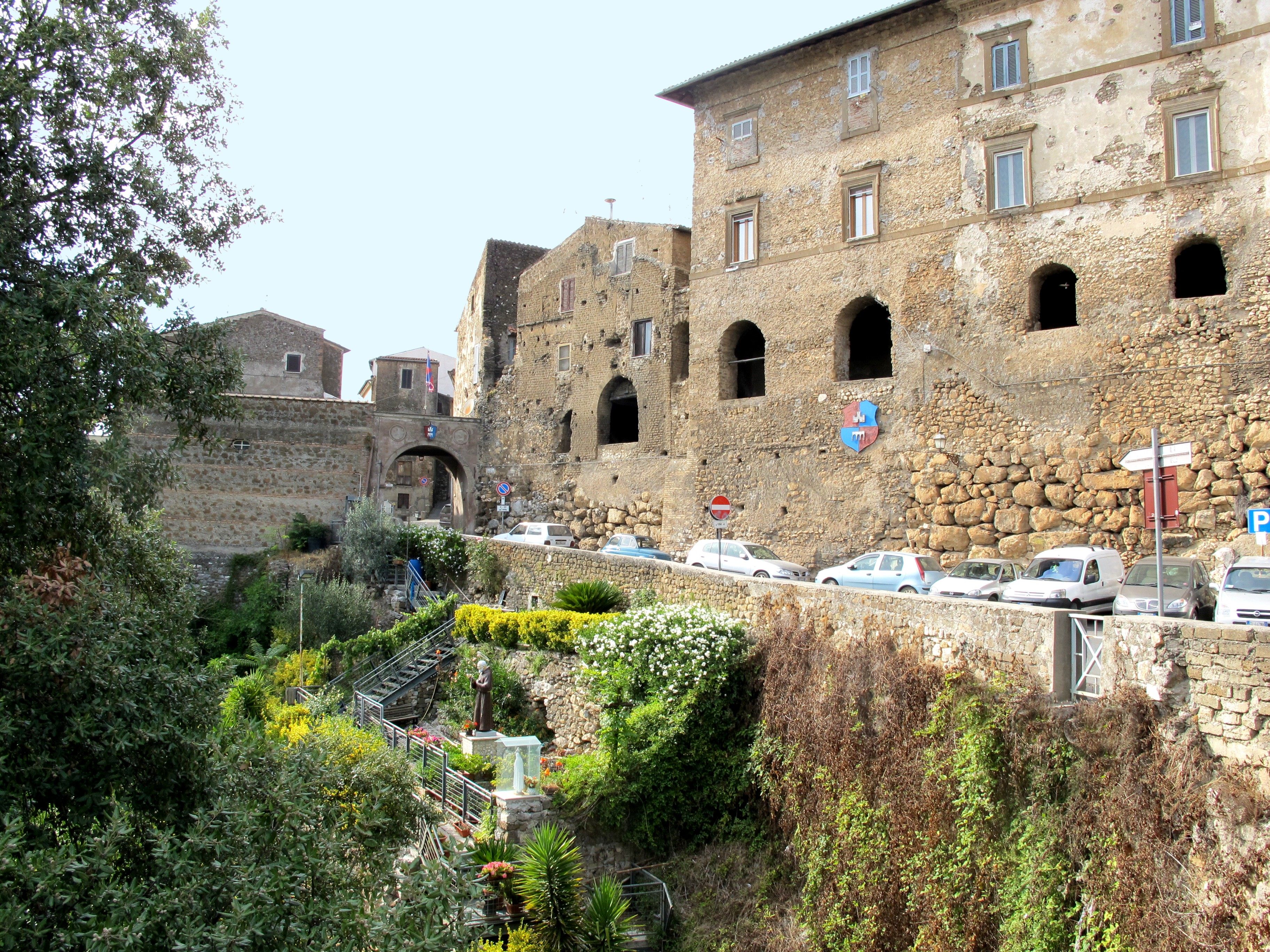
Porta Ninfina e gli antichi portici medievali ("le Sipportica").

Le torri romane giunte sino a noi sono quattro: tre si trovano a Cori Monte, di cui due nell'attuale Piazza Signina (compresa la più importante: la Torre di Silla), mentre un'altra si trova nel fosso di Piazza della Croce a Cori Valle. C'è inoltre la torre medievale di Via A. Accrocca (XIII-XIV secolo) e oggi è in gravi condizioni di degrado.

#### Via del Porticato (leSipportica)
Antica via che correva sopra le mura arcaiche, fu completamente coperta da case e torri a partire dal XII secolo e definitivamente nel XVII secolo.

#### Castelli
- Castello del Colle.
- Castello di Santa Margherita.

### Architetture civili

#### Ponte romano della Catena
L'antico manufatto (I secolo a.C.), che consentiva e consente tuttora di attraversare l'omonimo fosso della Catena nei pressi di Porta Ninfina; il ponte è ad un solo arco alto circa 20 metri ed è realizzato in opus quadratum, i fianchi sono in pietra mentre la curvatura è di materiale tufaceo. Da segnalare che in Piazza della Croce era presente un altro ponte della stessa epoca del Ponte della Catena, che è stato interrato insieme al fosso negli anni 1970.

#### Pozzodorico ("Pizzidonico")
Grande piazza sottostante l'area del Foro e che poggia su un grande edificio di epoca romana (II secolo a.C.) composto da quattro ambienti ed una cisterna.

#### Palazzi
- Palazzo Landi-Vittori (XVI secolo) ingloba nella sua struttura una torre difensiva (I secolo a.C.); in via A. Accrocca, a destra di porta Romana.
- Palazzo Riozzi-Fasanella (XVI secolo) in via A. Accrocca.
- Palazzo Chiari (XVI secolo) presso porta Ninfina.
- Palazzo Celli (1632) in via Laurienti.
- Palazzo Luzi (1634) in via Laurienti.
- Palazzo Montagna (1594) nell'omonima piazza.
- Palazzo Prosperi (XVI secolo) in vicolo Macari oggi sede della biblioteca comunale e dell'archivio storico comunale.
- Palazzetto Luciani in piazza S. Oliva.
- Palazzo Marchetti (XVI secolo) in piazza del Tempio di Ercole.
- Palazzo Fochi in via Cavour.
- Palazzo del Comune (XII secolo).
- Palazzo Cataldi, per un lungo periodo sede dell'ospedale di Cori e del pronto soccorso.
- Palazzo Fasanella, che ingloba un tratto della cinta muraria a sinistra di porta Romana.

### Altro

#### Fontane
Sorsero verso il 1887 – 88 per soddisfare il fabbisogno idrico. Le fontane più significative dal punto di vista artistico sono quella di Piazza Romana, quella di Monte Pio, quella di Piazza della Croce e quella di Via San Rocco.

#### Monumento dei caduti

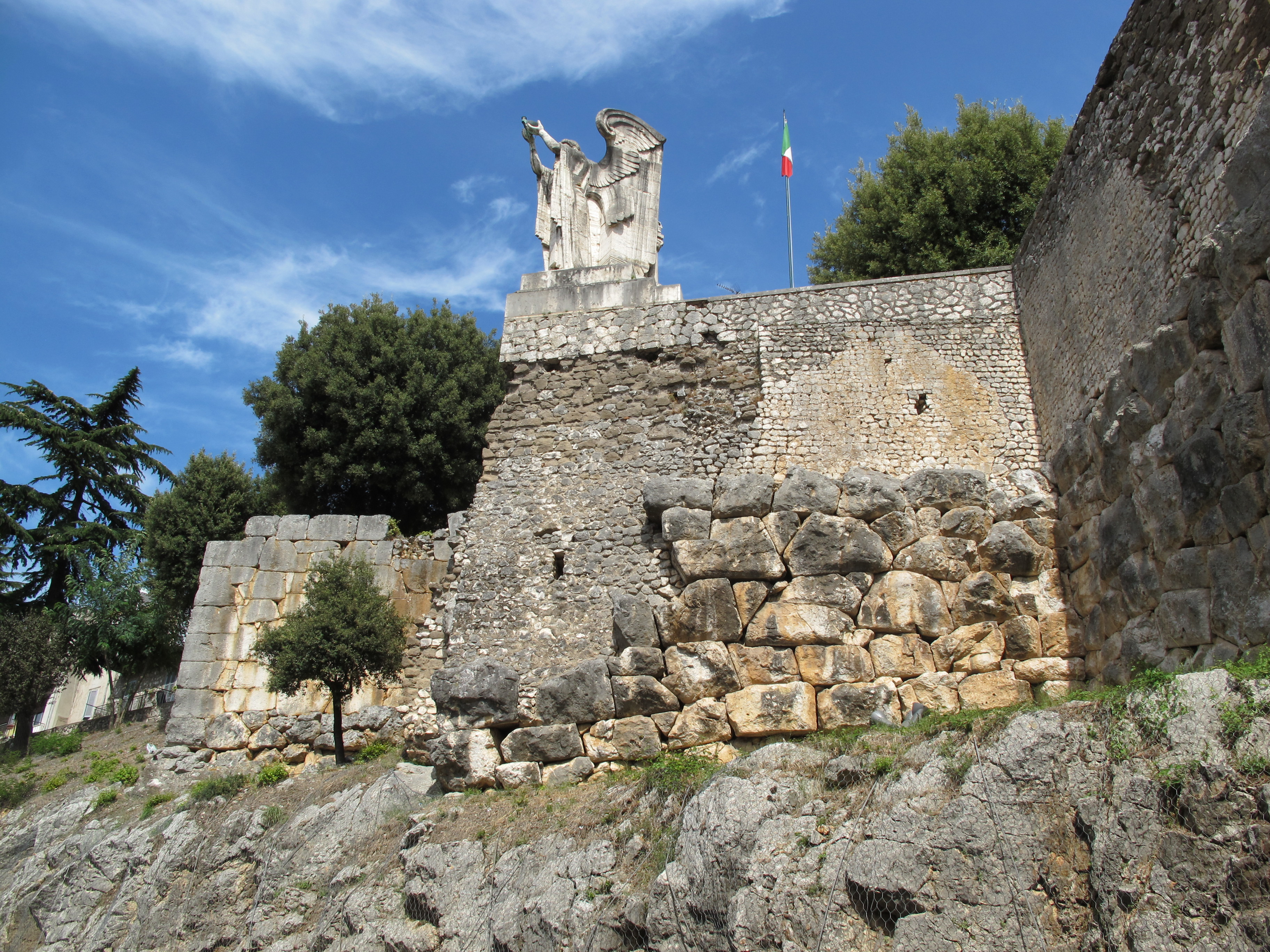
Monumento ai caduti edificato sulle mura poligonali.

Progettato dall'architetto Angelo Ternavasio, si trova all'interno della Piazza giardino "4 novembre", sopra le millenarie mura ciclopiche e fu inaugurato nel 1931 per ricordare i caduti coresi nella Grande Guerra, che furono incisi sul marmo. Esso raffigura un angelo rappresentante la “vittoria alata” che sorregge una lucerna votiva. Successivamente fu inserita un'altra lapide per ricordare pure i caduti della Seconda Guerra Mondiale.

#### Monumenti alle croci
Uno è del 1842 e si trova in piazza della Croce (dà in nome alla piazza), un altro è del 1926 e si trova in piazza Sant’Oliva.

### Siti archeologici

#### Il Tempio detto di Ercole

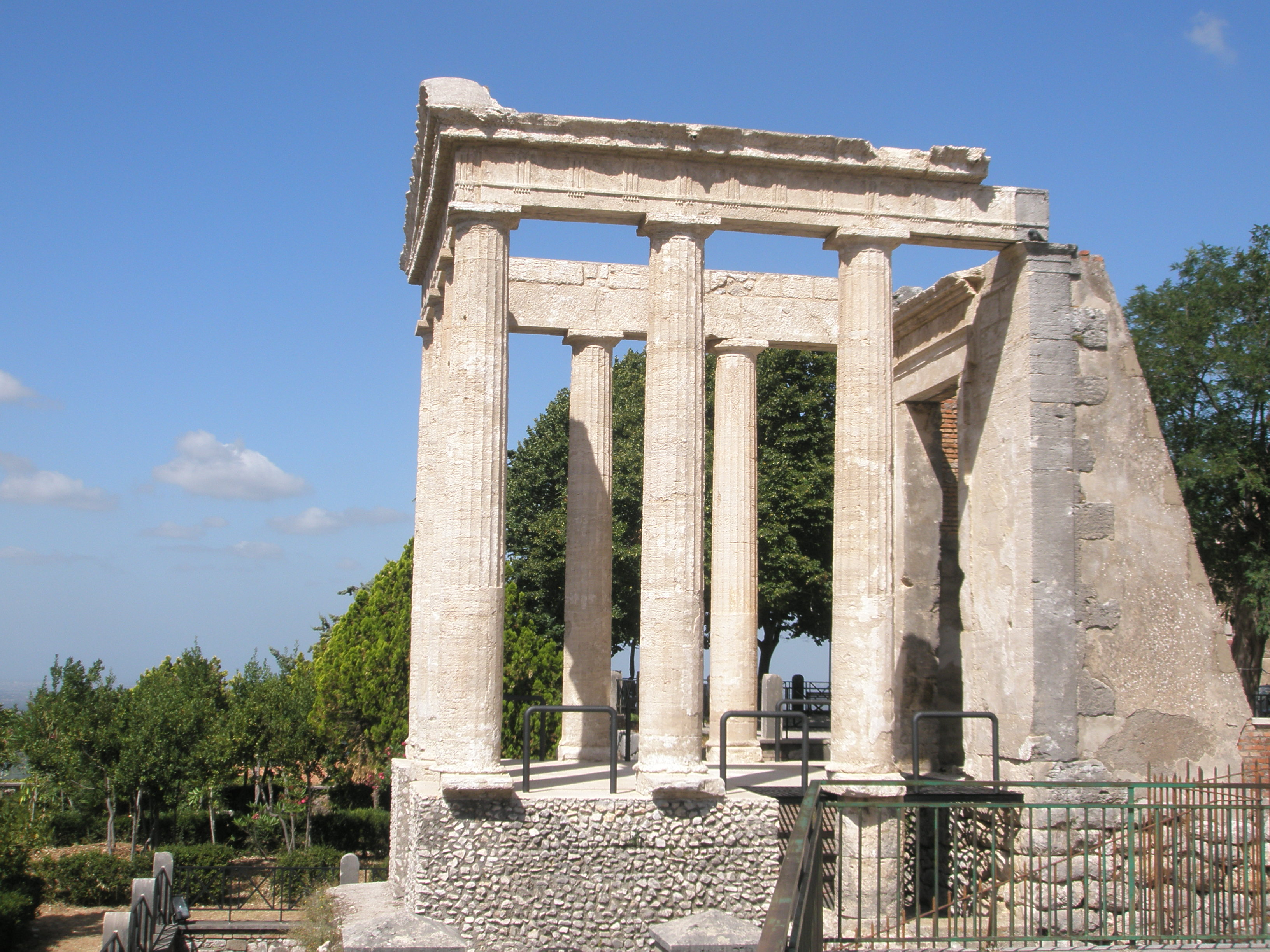
Pronao del Tempio di Ercole a Cori.

Il tempio (inizio I secolo a.C.) si trova sull'Acropoli dell'antica Cora, in quella parte della città che oggi è Cori alto, è di ordine dorico, prostilo, tetrastilo (monumento nazionale). Il re d'Italia Vittorio Emanuele III visitò il Tempio d'Ercole il 18 marzo 1910 e sul luogo fu posta una lapide per ricordare l'evento.

#### Il Tempio di Castore e Polluce
Situato nella zona del Foro dell'antica Cora. I resti che si ammirano oggi risalgono al restauro avvenuto nel I secolo a.C. dell'antico santuario (V secolo a.C.). Tale restauro ha prodotto un tempio corinzio, tetrastilo con cella centrale ed ali laterali.

#### Via delle Colonne (il foro)
Corrisponde a quello che fu il foro dell'antica Cora, piena di reperti archeologici: pezzi di colonne, mosaici, cippi e tratti di mura poligonali

### Aree naturali

#### Parco dell'Impero
Inaugurato negli anni 1930, è situato all'interno del paese in una vasta fascia tra la parte alta e la parte bassa di Cori e fa da cintura verde. Ingloba una parte dei giardini pubblici di piazza Signina, la pineta del convento di San Francesco e i giardini comunali sottostanti.

#### Selva di Cori
È la folta vegetazione nelle montagne sopra Cori, tra cui spicca Fontana del Prato, un caratteristico bosco situato sulla strada di Monte Lupone.

#### Tenuta di Torrecchia Vecchia e Lago di Giulianello
Queste aree solo in parte sono situate nel territorio comunale di Cori, il quale le condivide rispettivamente con Cisterna e Artena.

## Società

### Evoluzione demografica
Abitanti censiti

### Etnie e minoranze straniere
Al 31 dicembre 2018 risultavano 1 248 stranieri residenti, che corrispondevano all'11,5% della popolazione. Le maggiori nazionalità rappresentate erano:
1. Romania 758,
2. India 128,
3. Albania 44,
4. Marocco 25.

### Lingua e dialetto
Accanto all'italiano, il dialetto parlato è il dialetto corese, che appartiene al gruppo dei dialetti mediani, sottogruppo dialetti laziali centro-settentrionali. Il dialetto di Cori è un miscuglio delle varie lingue parlate nel paese nel corso dei millenni: volsco, latino, volgare nella variante del romanesco antico e napoletano. Gli abitanti coresi nel corso del Medio Evo si rinserrarono all’interno delle loro mura, al riparo dalla palude e dalle scorribande: ciò ha favorito il conservarsi dell’arcaicità nella loro parlata. A partire dalla seconda metà del ‘900, con il diffondersi dei televisori e con l’aumento della scolarizzazione, il dialetto di Cori si è toscanizzato molto. Il dialetto romano moderno, a differenza dell'area dei Castelli Romani, qui non è penetrato affatto, anche se le nuovissime generazioni tendono di più a parlare un "romanesco italianizzato" che il corese vero e proprio. Per arginare la scomparsa del dialetto di Cori sono state promosse varie iniziative: concorsi di poesia dialettale, incisione su disco dei canti di Cori, stampa dei versi poetici coresi di più autori, dei dizionari corese – italiano e degli antichi proverbi paesani. Colui che ha lasciato maggiore testimonianza scritta di tutto ciò è stato il poeta e studioso Cesare Chiominto.

### Religione
La maggioranza dei cittadini di Cori professa la religione cattolica: la diocesi dal 1967 è quella di Latina-Terracina-Sezze-Priverno; precedentemente Cori apparteneva alla sede suburbicaria di Velletri.
Sono presenti le seguenti parrocchie e comunità religiose:
- Parrocchia Santi Pietro e Paolo (Cori Monte);
- Parrocchia Santa Maria della Pietà (Cori Valle);
- Padri Trinitari presso il Santuario della Madonna del Soccorso.

### Tradizioni e folclore
- Festa della Madonna del Soccorso, cui è dedicato l'omonimo santuario, poco fuori dal centro cittadino: è la festa più importante della città. Essa è dedicata alla Madonna che nel maggio del 1521 ha soccorso una bambina di tre anni, di nome Oliva, perdutasi durante una tempesta; questa fu ritrovata solo dopo otto giorni e, quando ebbe raccontato la sua storia, tutti i Coresi, con il clero e i magistrati, si recarono in processione sul monte, dove rinvennero un affresco con un'immagine della Vergine in trono che sorregge il braccio del bambino in atto di benedire. La festa incominciata subito a ricordo dell'evento, divenne presto la più importante della città. Da quel lontano 1521, ogni anno, la seconda domenica di maggio si festeggia la Madonna del soccorso con la lunghissima processione che partendo dalla collegiata di Santa Maria della Pietà, attraversando tutta la città, arriva al santuario della Madonna del Soccorso. Alla processione, oltre a larghissima parte dei cittadini (tra cui spiccano le donne scalze, vestite di verde, che hanno fatto un voto e che portano dei grossi ceri), partecipano tutto il clero e le autorità del paese, accompagnate da valletti con fasci di ceri, che il sindaco, per deliberazione fatta nel 1531 offre alla Madonna durante la messa solenne. Si è persa invece la tradizionale sacra rappresentazione del miracolo.
- Carosello storico dei rioni: è il palio di Cori, dove c'è una sfilata storica rinascimentale e dopo i cavalieri dei Rioni della città si sfidano alla corsa all'anello. Storicamente Cori è suddiviso in tre Rioni, corrispondenti alle tre porte cittadine:

1. Rione di Porta Ninfina, stemma di colore rosso e blu rappresentante un ponte e un castello e motto “viribus unitis”;
2. Rione di Porta Romana, stemma di colore giallo e azzurro rappresentante un arco con freccia e motto “per aspera ad astra”;
3. Rione di Porta Signina, stemma di colore giallo e verde rappresentante un monte e motto “excelsior”;

Il carosello è stato ideato nel 1937 e trae la sua origine dai festeggiamenti che si tenevano in onore della Madonna del soccorso apparsa in Cori nel 1521 e di S. Oliva, patrona della città fin dal XII secolo. La manifestazione si articola in tre momenti salienti: il giuramento dei priori, il palio della Madonna del soccorso (che si svolge l'ultima domenica di giugno in piazza Signina) ed infine il palio di S. Oliva (che si svolge l'ultimo sabato di luglio presso il campo sportivo Stoza). Nel maggio 1938 il cinegiornale dell'Istituto Luce mandò in onda un servizio sulla seconda edizione del Carosello Storico dei Rioni di Cori.

Sbandieratori di Cori.

- Sbandieratori di Cori: un ruolo di particolare rilevanza ha il folklore della bandiera, Antica Arte divulgata in Italia e nel mondo. Cori vanta una vera e propria Scuola di Sbandieramento unica nel suo genere, contraddistinta dall'utilizzazione di bandiere con asta esclusivamente in legno, caratterizzando uno stile unico nell'ambito delle metodologie e delle tecniche afferenti l'Arte della Bandiera. Di tale inimitabile ed inestimabile patrimonio folklorico sono depositarie le tre Associazioni di Sbandieratori presenti nella Città di Cori, le quali hanno accumulato nella loro storia innumerevoli successi internazionali, attraverso cui ognuna di esse ha acquisito un'indiscussa fama di livello mondiale.

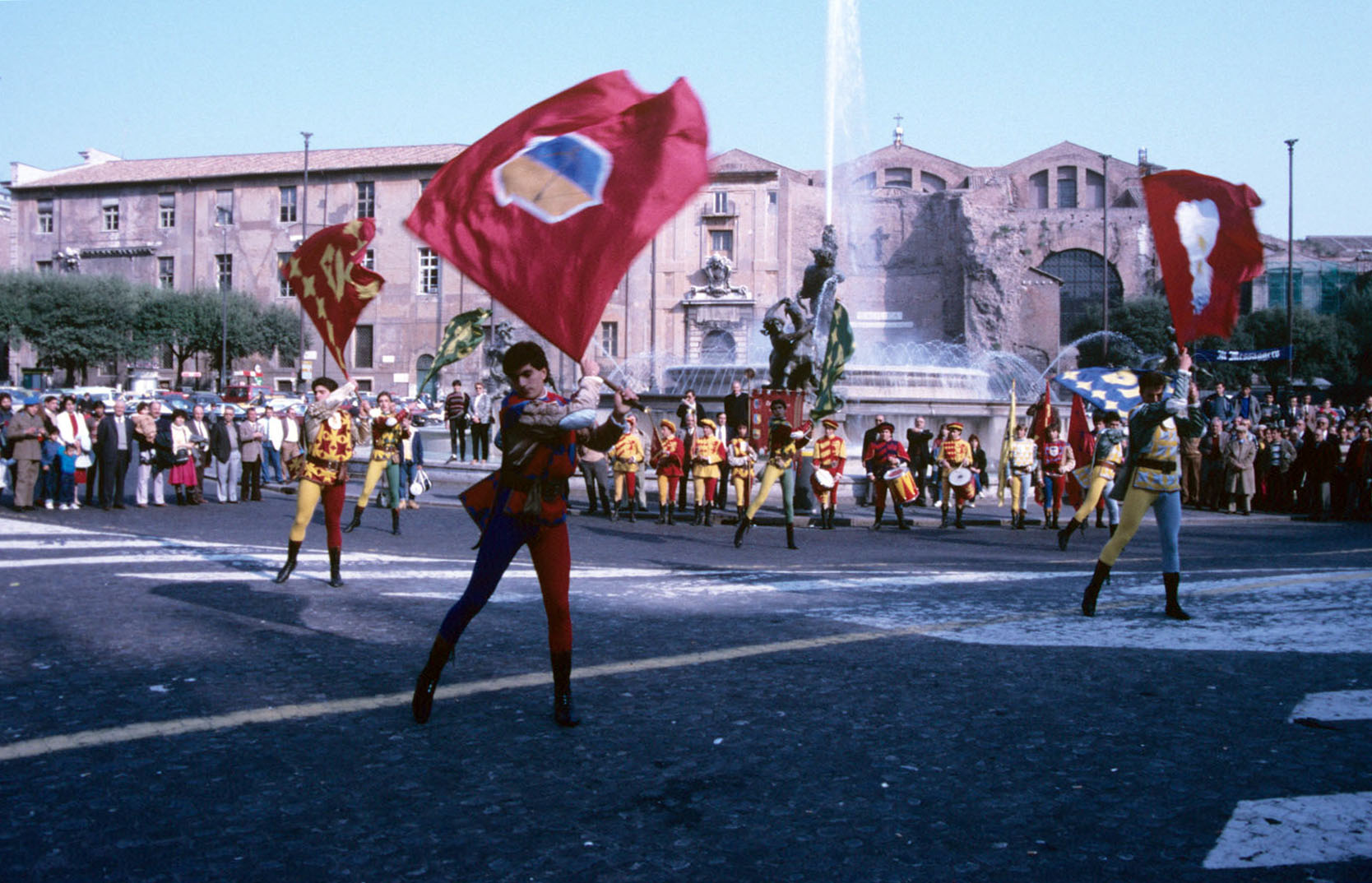
Sbandieratori di Cori durante un'esibizione a Piazza Esedra a Roma.

L'idea degli sbandieratori è nata dal Carosello Storico: infatti nella sfilata era prassi che degli agitatori di bandiere aprissero il corteo in ogni porta. Nel 1966 nascevano gli "Sbandieratori dei Rioni di Cori", successivamente, nel 1970, gli "Sbandieratori del Leone Rampante di Cori", ed infine nel 1976 gli "Storici Sbandieratori delle Contrade di Cori". Tutti e tre i Gruppi si distinguono per aver portato l'Arte della Bandiera ed il nome di Cori ovunque in Italia e nel Mondo, apportando ulteriormente un contributo di fondamentale importanza allo sviluppo del tessuto sociale della Città, nonché al progresso culturale di numerose generazioni di giovani coresi, permettendo agli stessi di conoscere popoli e culture vicini e lontani e instaurare con loro amicizie.
- Festa di San Tommaso da Cori. Si svolge ogni anno, a fine novembre a Cori Monte. Nella festa si ricorda la santificazione avvenuta appunto il 21 novembre 1999. Quando il Santo era Beato Tommaso da Cori la festa si svolgeva la prima domenica di settembre.
- Festa della Madonna del Rosario: si svolge la prima domenica d'ottobre a Cori Valle, curata dalla Parrocchia di Santa Maria della Pietà.
- Festa di Sant'Antonio da Padova: si svolge la seconda o la terza domenica di giugno presso il Convento di San Francesco a Cori Valle.

### Istituzioni, enti, associazioni

#### Ospedale di Comunità
Fu creato nel 1880 come “Ospedale Santa Maria salute degli infermi” nel palazzo donato dai Conti Cataldi e fu eretto ad ente morale. Negli anni 1970 venne edificato un nuovo edificio attaccato al Palazzo Cataldi, dove tuttora c'è l'attuale Ospedale di Comunità con pronto soccorso, successivamente venne costruita una nuova strada per facilitare l'accesso ad esso. Il suddetto ospedale oggi ha funzioni ridotte e limitate rispetto al passato.

## Cultura

### Istruzione

#### Biblioteche e archivi storici
- Biblioteca civica "Elio Filippo Accrocca";
- Archivio storico comunale "Pier Luigi De Rossi".

#### Scuole
- Scuola dell'Infanzia "Alessandro Marchetti";
- Scuola Primaria "Virgilio Laurienti";
- Scuola Secondaria di Primo Grado "Ambrogio Massari".

#### Musei
- Museo della città e del territorio.

### Cinema
Film girati a Cori:
- Christus, girato nel 1915, diretto da Giulio Antamoro;
- 11 uomini e un pallone, girato nel 1948, diretto da Giorgio Simonelli;
- Il buon soldato, girato nel 1982, diretto da Franco Brusati;
- For Roseanna, girato nel 1996, diretto da Paul Weiland;
- C'era una volta Rugantino, girato nel 2007, diretto da Roberto Innocenzi;
- Amor sacro, girato nel 2016, diretto da Marco Zarrelli.

### Media

#### Stampa
Mensile "Il Corace", regolarmente registrato Trib. di Latina N. 452 del 19/06/1987

### Teatri
- Teatro comunale "Luigi Pistilli";
- Teatro delle Acli.

### Cucina

#### Prodotti enogastronomici caratteristici
Olio di Cori, olive Gaeta, Vino Cori Rosso Doc, Vino Cori Bianco Doc, prosciutto cotto al vino, pane (ciavàtta corese, pizzafrélla, fallóne), pecorino di Cori, ratafìa.

#### Piatti tipici
Fettuccine all’uovo coresi, minestra di verdure con il pane sotto, polenta servita sulla “spianatora”, abbacchio alla scottadito, al forno, alla cacciatora, maiale al forno, coniglio alla cacciatora, contorni di erbe spontanee, panzanella e bruschetta.

#### Dolci tipici
Ciambelle (ciammèlle) e bastoncini mandorlati al vino, ciambelle (ciammèlle) scottolate, mostaccioli (mustacciói), torta di ricotta con il cioccolato, pupe e cavalli con l'uovo alla pancia, serpente.

### Eventi
Latium Festival: dopo l'esperienza del Festival della Collina, il Comune di Cori, insieme ad altre città del Lazio, è sede principale del progetto culturale "Latium Festival". Esso organizza incontri, spettacoli e seminari sul folklore internazionale.

## Geografia antropica

### Urbanistica
Dopo la distruzione di vaste aree del centro storico di Cori durante l'ultima guerra, l'abitato antico fu ricostruito lentamente. Col boom economico ed edilizio del dopoguerra Cori si espanse notevolmente al di fuori dello storico colle e delle tre antiche porte cittadine. Le nuove zone a Cori Monte sorsero in modo disordinato e scomposto intorno al vecchio campo sportivo, verso il Monte del Soccorso: lassù Piazza Signina, la principale piazza di Cori, è il punto di congiunzione tra il nuovo e l'antico. La stessa funzione a Cori Valle è svolta dalla Piazza della Croce, al di fuori di Porta Romana: laggiù i nuovi edifici sono sorti in maniera più precisa, tranne qualche eccezione, lungo la trafficata strada “Velletri – Anzio”. Spiccano il Quartiere Insito (realizzato con la legge 167) e la piccola zona industriale ed artigianale di Cori. Invece sono pochi gli edifici nuovi fuori Porta Ninfina, dove ci sono gli impianti sportivi. Le due grandi arterie che collegano Cori Monte a Cori Valle sono: “la Circonvallazione” e “Via dell'Ospedale”.

### Frazioni
Ci sono molte ville e villette lungo le campagne di Cori, sulle strade provinciali periferiche. Quelle maggiormente degne di rilevanza, costituiscono le Contrade Colle Illirio e Colle Tenne, a metà strada tra Cori e Giulianello, e formano quasi un piccolo borgo. Poi c'è Giulianello, dal 1870 appartenente al Comune di Cori.

## Economia
Di seguito la tabella storica elaborata dall'Istat a tema Unità locali, intesa come numero di imprese attive, ed addetti, intesi come numero addetti delle unità locali delle imprese attive (valori medi annui).
|        | 2015                  |                              |                            |                |                       |                     | 2014                  |                | 2013                  |                |
| ------ | --------------------- | ---------------------------- | -------------------------- | -------------- | --------------------- | ------------------- | --------------------- | -------------- | --------------------- | -------------- |
|        | Numero imprese attive | % Provinciale Imprese attive | % Regionale Imprese attive | Numero addetti | % Provinciale Addetti | % Regionale Addetti | Numero imprese attive | Numero addetti | Numero imprese attive | Numero addetti |
| Cori   | 654                   | 1,66%                        | 0,14%                      | 1 422          | 1,16%                 | 0,09%               | 670                   | 1 435          | 702                   | 1 491          |
| Latina | 39 304                |                              | 8,43%                      | 122 198        |                       | 7,75%               | 39 446                | 120 897        | 39 915                | 123 310        |
| Lazio  | 455 591               |                              |                            | 1 539 359      |                       |                     | 457 686               | 1 510 459      | 464 094               | 1 525 471      |

Nel 2015 le 654 imprese operanti nel territorio comunale, che rappresentavano l'1,66% del totale provinciale (39 304 imprese attive), hanno occupato 1 422 addetti, l'1,16% del dato provinciale (122 198 addetti); in media, ogni impresa nel 2015 ha occupato due persone (2,17).

### Artigianato
Tra le attività economiche più tradizionali, diffuse e rinomate vi sono quelle artigianali, come l'arte del legno, finalizzata al settore dell'arredamento, e in particolar modo alla produzione di sedie con caratteristiche campagnole.

### Agricoltura
I numerosissimi vigneti ed oliveti presenti nel territorio hanno fatto sì che si creassero importanti cantine vinicole, numerosi frantoi ed oleifici che producono i rinomati vini e l'olio d'oliva. Sono presenti anche panifici, biscottifici, aziende zootecniche ed industrie di sottoli e di sottaceti. Discreta è la coltivazione del kiwi.

## Infrastrutture e trasporti

### Strade
Via Provinciale “Velletri – Anzio”: conduce a nord nella frazione Giulianello e a Velletri, a sud a Cisterna e nella superstrada 148 Pontina.
Via Provinciale “Le Pastine”: conduce oltre Doganella di Ninfa, sino a Latina Scalo.
Via Provinciale “Artena – Giulianello”: conduce nell'Autostrada A1, al casello di Valmontone.
Strade provinciali montane: portano rispettivamente a Norma e a Rocca Massima.

### Mobilità urbana
C’è un servizio di circolari che gira all’interno di Cori e la collega a Giulianello, a Rocca Massima e alla Stazione Fs di Cisterna di Latina.
Gli autobus del Cotral collegano Cori a Latina (via Doganella e via Cisterna), a Velletri e a Roma Anagnina.

### Ferrovie
Dal 1892 al 1957 la ferrovia Velletri-Terracina ha attraversato il territorio comunale, dove c’erano diverse stazioni. Oggi la maggioranza dei coresi che prende il treno usufruisce della stazione di Cisterna di Latina.

## Amministrazione
Nel 1934 passa dalla provincia di Roma, alla nuova provincia di Littoria, costituita dal governo fascista dell'epoca.
| Periodo          | Periodo          | Primo cittadino         | Partito               | Carica      | Note   |
| ---------------- | ---------------- | ----------------------- | --------------------- | ----------- | ------ |
| 1926             | 1928             | Ugo Gatti               | PNF                   | Podestà     |        |
| 1928             | 1932             | Alberto Tommasi         | PNF                   | Podestà     |        |
| 1932             | 1933             | Giuseppe Rossi          | PNF                   | Comm. pref. |        |
| 1933             | 1936             | Ernesto Becker          | PNF                   | Podestà     |        |
| 1936             | 1936             | Luigi Nardi Tiraborelli | PNF                   | Comm. pref. |        |
| 1936             | 1937             | Stanislao Migliorini    | PNF                   | Comm. pref. |        |
| 1937             | 1941             | Giovanni Vollaro        | PNF                   | Podestà     |        |
| 1941             | maggio 1944      | Tommaso Chiari          | PNF                   | Podestà     |        |
| maggio 1944      | agosto 1944      | Brusaporci              | CLN                   | Sindaco     | [ 24 ] |
| agosto 1944      | 1952             | Cristoforo Milita       | PCI                   | Sindaco     |        |
| 1952             | 1954             | Pietro Giovangrossi     | PSI                   | Sindaco     |        |
| 1954             | 1956             | Tommaso Carosi          | PCI                   | Sindaco     |        |
| 1956             | 1960             | Aldo Angelini           | PSI                   | Sindaco     |        |
| 1960             | 1964             | Franco Luberti          | PCI                   | Sindaco     |        |
| 1964             | 1978             | Romolo Palombelli       | PCI                   | Sindaco     |        |
| 1978             | 1980             | Serafino Marafini       | PSI                   | Sindaco     |        |
| 1980             | 1987             | Angela Vitelli          | PCI                   | Sindaco     | .      |
| 1987             | 19 febbraio 1988 | Costantino Cicinelli    | Sinistra Indipendente | Sindaco     |        |
| 19 febbraio 1988 | 21 giugno 1990   | Romolo Palombelli       | PCI                   | Sindaco     |        |
| 21 giugno 1990   | 26 aprile 1991   | Roberto Guratti         | PSI                   | Sindaco     |        |
| 26 aprile 1991   | 8 settembre 1994 | Serafino Marafini       | PDS                   | Sindaco     |        |
| 8 settembre 1994 | 23 aprile 1995   | Antonio Belliazzi       | PPI                   | Sindaco     |        |
| 23 aprile 1995   | 13 giugno 1999   | Pietro Vitelli          | PDS                   | Sindaco     |        |
| 13 giugno 1999   | 24 febbraio 2000 | Pietro Vitelli          | DS                    | Sindaco     | [ 26 ] |
| 24 febbraio 2000 | 13 giugno 2004   | Tommaso Bianchi         | Forza Italia          | Sindaco     |        |
| 13 giugno 2004   | 27 ottobre 2006  | Tommaso Bianchi         | Forza Italia          | Sindaco     | [ 27 ] |
| 27 ottobre 2006  | 29 maggio 2007   | Vincenzo Nugnes         |                       | Comm. pref. |        |
| 29 maggio 2007   | 8 maggio 2012    | Tommaso Conti           | Partito Democratico   | Sindaco     |        |
| 8 maggio 2012    | 12 giugno 2017   | Tommaso Conti           | Partito Democratico   | Sindaco     |        |
| 12 giugno 2017   | 13 giugno 2022   | Mauro Primio De Lillis  | Partito Democratico   | Sindaco     |        |
| 13 giugno 2022   | in carica        | Mauro Primio De Lillis  | Partito Democratico   | Sindaco     |        |

### Gemellaggi
- Pefki
- Oświęcim, dal 2016
- Sesto Calende, dal 2018
- Betlemme, dal 2019

### Altre informazioni amministrative
- Fa parte della Comunità Montana dei Monti Lepini Ausoni.

## Sport

### Pallavolo
Dal 1972 al 1998 è esistita una squadra di pallavolo che arrivò ad alti livelli, fino a raggiungere la seconda divisione nazionale: la Serie A2 nel 1996 - 97. Nella successiva stagione la società si trasferì a Latina, cambiando la denominazione da Icom Cori a Icom Latina. La squadra nei primi anni giocava nel campetto all'aperto di Cori Monte, poi si trasferì nel nuovo palazzetto dello sport coperto di Stoza: risultò inadeguato nell'unica stagione in A2, che fu disputata a Sabaudia.

### Calcio
La prima squadra di calcio a Cori venne probabilmente fondata nel 1936 e i suoi giocatori erano affettuosamente soprannominati "Le Cocozzélle" (le zucchine). Prima dell'inaugurazione dell'odierno stadio di Stoza la squadra ha giocato molti anni al campo sportivo in pozzolana di Cori Monte (l'odierna area mercato), denominato "il lago" (perché anticamente nel sito c'era una vera e propria conca d'acqua). Diverse società calcistiche si sono alternate negli anni e la massima categoria che ha raggiunto nel corso della sua storia una squadra di calcio a Cori è stata la Promozione laziale, in cui vi ha disputati 3 campionati: l'A.S.D. Cori Calcio c'è stata dal 2014 al 2016 e l'A.S.D. Pro Cori Calcio vi ha disputato la stagione 2022-23. Il calcio oggi è rappresentato dall'A.S.D. Cori Montilepini, che nel calcio a 11 nella stagione 2024-25 milita nel Girone E di Prima Categoria Lazio, attiva anche a livello giovanile e di Calcio a 5, dove nel 2024-25 milita nel Girone C di Serie C2 Lazio.

### Impianti sportivi
A Cori c'è l'impianto sportivo Stoza con campo da calcio, palazzetto per pallavolo/pallacanestro, piscina, palestra, campo da bocce e da tennis. Oggi sono funzionanti il campo da calcio, i campi da tennis e il palazzetto: gli ultimi due sono stati ristrutturati di recente.